# Hermione Darnborough
Hermione Maria Louise Darnborough (1915 - 29 octobre 2010), plus tard Hermione Mathieson, est une danseuse qui s'est fait un nom au Sadler's Wells Theatre dans les années 1930. Elle a pris sa retraite après avoir épousé le chef d'orchestre et compositeur Muir Mathieson.

## Famille
Hermione Darnborough vient d'une famille riche et influente de Weybridge, dans le Surrey. Sa mère Frances, « glamour et déterminée » est une cousine du duc d'Argyll et du duc de Portland. Son père William Nelson Darnborough (en) (1869-1958), est américain, ancien joueur de baseball et propriétaire d'un steakhouse, qui a amassé une petite fortune à la roulette au début du XXe siècle. " L'homme qui a fait sauter la banque du Casino de Monte-Carlo, bien que… comme beaucoup de joueurs habituels, il perdait généralement ses gains au tour suivant, et il a fallu toutes les supplications de sa femme pour le persuader d'arrêter ". Son frère est le producteur de cinéma Antony Darnborough (1913-2000) dont la belle-sœur, la journaliste Drusilla Beyfus (en), a épousé le critique de théâtre Milton Shulman (en) et est la mère d'Alexandra Shulman, rédactrice en chef du magazine Vogue britannique depuis 1992, et de Nicola Shulman, plus tard marquise de Normanby.

## Carrière

### Débuts
En 1929, à l'âge de 14 ans, Darnborough passe une audition avec l'imprésario russe Serge de Diaghilev lors de la dernière saison des Ballets russes à Londres. Il est impressionné et demande à la revoir dans trois ans, mais il décède quelques semaines plus tard à Venise.
Dès son plus jeune âge, Darnborough participe à une série de représentations, y compris des matinées de charité et des pantomimes de Noël. Parmi ces dernières figurent La Belle et la Bête (1928) et le Chat Botté (1929) au Lyceum Theatre de Londres. Sa professeure est Mlle Euphan MacLaren, dont les élèves de son école de Kensington sont souvent appelés pour jouer dans des films. En 1930, elle apparaît dans On with the Dance !, un court métrage pour la revue de cinéma pour femmes de Pathé, Eve's Film Review, dans le rôle de l'une des six filles MacLaren dansant dans des robes flottantes tout en tenant de grosses balles et des ballons. À un moment donné, Darnborough effectue des pirouettes et danse vers la caméra sous le regard des autres. On aurait dit: " Que ne donnerions-nous pas pour être aussi légers et légers que cette jolie danseuse aux orteils ! ". Ce film est toujours disponible en ligne.
L'année suivante, Darnborough remporte la coupe des adultes de la All England Solo Competition au New Scala Theatre (en) de Londres. Décrivant l'événement pour le Dancing Times, qui présente une première photographie de Darnborough, Arnold Haskell écrit qu'elle est " au-dessus de la moyenne, avec l'étoffe d'une soliste de première classe ", tout en notant que " les conditions de compétition semblent affecter les artistes adultes bien plus que les enfants " et qu'il y avait par conséquent en chacun d'eux "une certaine tension et un manque de spontanéité ".
Darnborough prend des cours auprès de grands professeurs de danse russes à Londres, notamment Serge Morosov et Serafina Astafieva, et, avec les encouragements de MacLaren, rejoint la classe de Ninette de Valois qui, en 1931, fonde la compagnie Vic-Wells l'ancêtre du Royal Ballet. Darnborough a rappelé que, lorsqu'elle a dansé pour la première fois pour elle, le compositeur Constant Lambert, qui était le directeur musical de Vic-Wells " regardait aimablement " et que de Valois était impressionné par la hauteur de son saut.

### Vic-Wells
En 1932, Darnborough rejoint la compagnie Vic-Wells, où elle reste pendant trois saisons. Ses premières apparitions comprennent des rôles dans Swan Lake, The Birthday of Oberon (rôle de L'Eté) et The Snow Maiden (dans les rôles, entre autres, d'un lys, un cygne et un arbre). En 1933, elle joue dans Les Rendezvous (en), de Frederick Ashton la première grande production de Wells Sadler Theatre, à Londres, elle danse un pas de six avec Beatrice Appleyard, Sheila McCarthy, Freda Bamford, Nadina Newhouse et Gwyneth Mathews. Les autres danseurs qui apparaissent  dans cette production marquante sont Alicia Markova, Robert Helpmann, " tellement arrogant, mais très drôle avec ça " selon Darnbrough, et de Valois elle-même, " bonne technique, mais bras raides ".
En 1934, Darnborough joue un rôle de premier plan dans Les Sylphides avec Helpmann, Appleyard et Ursula Moreton et, lors de la dernière saison l'année suivante, elle est la reine des Wilis dans Giselle, rôle pour lequel elle est coachée par Anton Dolin. Avec Margot Fonteyn, faisant sa première apparition au Sadler's Wells, en tant que flocon de neige dans Casse-Noisette, en 1934, Darnborough fait partie de la compagnie pendant une période de développement majeur pour le ballet britannique et dans laquelle, comme le poète et romancier Robert Graves l'a dit, « le ballet a étendu sa popularité des intellectuels vers le bas ».

### Wings of the Morning(1937)
En 1937, Darnbrough apparaît en danseuse gitane dans Wings of the Morning d'Harold D. Schuster , le premier film britannique tourné en technicolor, l'un des rares films en couleur des années 1930 à avoir survécu. L'historien du cinéma Leslie Halliwell décrit Wings of the Morning, dont le casting comprend Leslie Banks et Henry Fonda, qui rencontre sa deuxième épouse, Frances Seymour Brokaw, mère de Jane et Peter Fonda, sur le tournage aux Denham Film Studios, comme « superbe à regarder et assez charmant, bien que léger ».

## Modèle
En tant que jeune danseuse, Darnborough est connue pour sa beauté et son équilibre élégant. Un critique de l'époque la décrit comme "grande, souple et gracieuse... comme si elle pouvait jouer Peter Pan sans fil". En 1934, alors qu'elle est encore adolescente, elle pose nue pour le photographe d'origine allemande EO Hoppé, dont les sujets précédents sont Lillian Gish, Bernard Shaw et Benito Mussolini. Hoppé s'intéresse particulièrement aux artistes et est considéré par les contemporains comme un connaisseur de la beauté féminine. En 2011, son portrait de Darnborough, ainsi que des photographies moins révélatrices de Beatrice Appleyard et de Margot Fonteyn (16 ans) fait partie d'une exposition de son travail à la National Portrait Gallery  à Londres et est présenté dans le Sunday Times.

## Hiawatha, mariage et famille
Au cours des années 1930, le ballet remplace dans une certaine mesure le Grand opéra tant que « grand événement culturel de la saison estivale de Londres ». Darnborough participe aux productions estivales annuelles de Hiawatha de Samuel Coleridge-Taylor au Royal Albert Hall, qui sont chorégraphiées par Euphan MacLaren, entre autres, et ont une distribution de quelque 800 chanteurs et 200 danseurs. Un vétéran des représentations du samedi rappelle les proportions « étonnantes » du paysage - un immense fond de montagnes et d'arbres, avec des wigwams et « le bruit d'une cascade » - et le « liquide brun horrible » utilisé pour le maquillage. Pendant la production de 1935, dans laquelle Darnborough danse le rôle principal, elle rencontre Muir Mathieson alors qu'il supplée le chef d'orchestre Malcolm Sargent. Ils se marient à l'Oratoire de Brompton le 21 décembre 1935. Darnborough semble sur le point de devenir une grande star, mais elle se retire de la danse après son mariage. Elle ne semble pas avoir regretté sa décision et, plus tard, se souvient à la fois du salaire relativement bas de Vic-Wells et de la sévérité de de Valois, qui "tapotait furieusement son bâton" et l'a un jour fustigée pour le désordre de sa coiffeuse.
Les Mathieson emménagent dans une ancienne ferme près des studios Denham d'Alexander Korda dans le Buckinghamshire, où Muir Mathieson travaille pour London Films. Ils eurent quatre enfants, Muirne, Niall, Shuna et Fiona, la plus jeune, l'actrice Fiona Mathieson (1951-1987), incarne Clarrie Grundy dans la série radiophonique The Archers. La Suite of Scottish Dances de William Alwyn (1946) a été dédié à la naissance de Niall Mathieson,.

## Dernières années
Darnborough célèbre son 90e anniversaire en regardant Darcey Bussell danser à Covent Garden. En 2008, elle reçoit la visite chez elle dans l'Oxfordshire d'un « blogueur » sud-africain qui note sa vie paisible et son background artistique et l'année suivante, elle accorde une interview au Dancing Times, dont la rétrospective de sa carrière est illustrée de photographies de sa propre collection. Darnborough est décédé le 29 octobre 2010, à l'âge de 95 ans.